# 江和平
江和平（1963年1月7日—），中国媒体人，高级编辑，现任中央广播电视总台英语环球节目中心召集人、央视新闻中心副主任兼外语频道总监，曾长期担任央视体育频道总监，并曾担任中国乒乓球协会副主席。现任现任中央广播电视总台北美总站负责人，高级编辑，中宣部国际传播“四个一批”人才。

## 简介
江和平于1963年出生于安徽省安庆市(桐城县），1987年毕业于上海外国语学院（今上海外国语大学），获英语和国际新闻双学士学位，同年进入央视，担任国际新闻编辑。1990年至1996年，先后任国际新闻组副组长、组长，期间组织实施了央视的首次国际新闻滚动直播，并主导创办了《世界报道》栏目（《晚间新闻报道》的子栏目，后并入《晚间新闻》），1996年2月任央视新闻编辑部副主任。1996年9月至1997年9月在英国威尔士大学留学，获新闻学硕士学位。1998年5月调任海外中心外语新闻部副主任。2000年5月任外语新闻部主任，参与领导英语国际频道（现为英语新闻频道）的策划、设计和播出工作。2000年9月改任英语频道副总监。2003年4月起任海外中心副主任兼英语频道总监。
2001年3月，在北京申办奥运会的关键时期，作为主讲人向国际奥委会 考察团全面介绍中央电视台。北京奥申委副主任、北京市副市长 刘敬民 在接受《对话》栏目采访时说：“江先生对中央电视台的介绍非常有特点，他是边走边说，英语非常流利，他的介绍非常成功。”2001年10月，在APEC非正式领导人会议在上海举行期间，创办为大会提供服务的APEC专用英语频道，受到国务院副总理 钱其琛 的表扬。APEC 2001年会议中国筹委会秘书处给中央电视台发来的感谢信中说：“APEC英语频道节目时效快、导向正、内容充实、形式丰富、制作精良，受到与会经济体代表和记者的一致好评，为顺利完成会议新闻工作作出了积极贡献”。
2005年5月，江和平调任央视体育中心副主任，2005年11月任体育中心主任，2006年7月起兼任体育频道总监。期间参与了多届奥运会、等大型国际赛事的报道。
2016年8月22日，江和平在微信朋友圈发布消息，宣布在里约奥运会之后将卸任央视体育频道总监一职，改任新闻中心副主任兼外语频道总监，9月22日正式调职。